# Chaoui
Pour les articles homonymes, voir Chaoui (homonymie).
Cet article concerne langue chaouie. Pour le peuple, voir Chaouis.
Le chaoui (en berbère : ⵝⴰⵛⴰⵡⵉⵝ ou ⵜⴰⵛⴰⵡⵉⵜ ou tacawit) est une langue afro-asiatique, de la famille des langues berbères, parlée en Algérie par les Chaouis habitant les Aurès et régions attenantes.
Le chaoui appartient au groupe des langues berbères zénètes,.
Selon un sondage datant de 2011, le Chaoui est parlé par environ trois millions de personnes en Algérie, principalement dans les Aurès et les régions avoisinantes (le massif du Boutaleb (Talbi), le Belezma et les monts des Nemencha) ainsi que dans les hautes plaines constantinoises, qui sur la base du découpage administratif actuel correspond totalement ou partiellement aux wilayas de Sétif, Batna, Mila, Biskra, Oum-el-Bouaghi, Khenchela, Tébessa, Souk Ahras, Guelma, Constantine et M'Sila[réf. souhaitée].

## Histoire et origine du chaoui

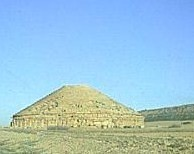
Medracen {Imedghacen}, la sépulture des rois Numides et patriarche des Amazighs.

Le chaoui, aussi appelé l'aurésien (en tamazight : tawrasit), est une langue nord-africaine d'origine libyque, appartenant à la famille des langues berbères zénètes, au même titre que le mzab. 
Le chaoui appartient plus précisément au groupe des langues zénètes.

## La langue chaoui

Carte des aires linguistiques du nord-est algérien, montrant l'espace berbérophone chaoui.

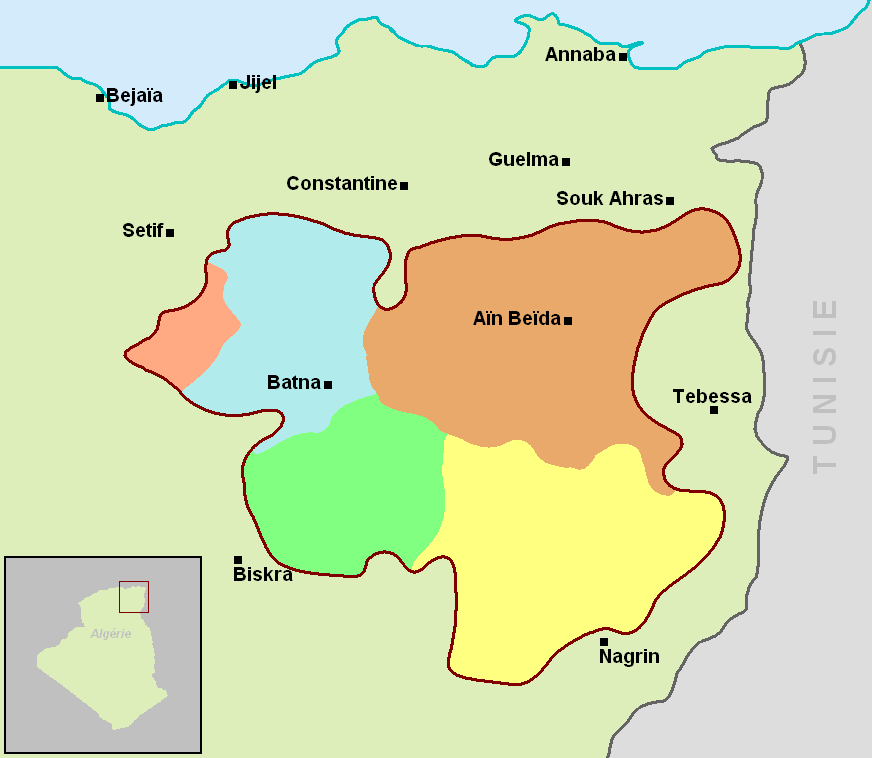
Carte des aires dialectales du chaoui.

Plusieurs dictionnaires et études sur la langue chaoui ont été édités à partir de la fin du 19e siècle. L'Anzar Éditions édite en langue chaoui.
En littérature, le chaoui est illustré à travers plusieurs genres littéraires, tels la poésie, le roman, le conte, les proverbes, la chanson, le théâtre, le cinéma et les études.
En poésie, une des premières poétesses en langue chaoui fut lalla Khoukha Aït Boudjenit (1914-1963).
Abdellah Khelfa écrit un roman, Moumna, en 2002 et un recueil de poésie en chaoui contenant 1600 vers, dont le titre est Lmumen, en 2014.
Une étude a été faite par Naziha Hamouda dont le titre est Les femmes rurales de l’Aurès et la production poétique.
Plusieurs femmes poètes participent lors des éditions de la journée de la poésie amazighe féminine à Khenchela comme Yemmas n-wewras, Zerfa Sahraoui, Faïza Aïchi, Fatma Bey, Yemmas n-Hamz, Djamila Fellah, Nawel Ghanmi, Hanane Khenneb, Rabia Drid et Saïda Abouba.

### Média
La Tamazight TV 4 et la radio algérienne diffusent des contenus en langue chaoui. Ainsi, plusieurs animateurs présentent dans des émissions de la Radio Aurès ou à la télévision en chaoui comme Salah Bezzala, Noureddine Bergadi, Salima Sakri, etc. Plusieurs poètes diffusent dans des émissions de la radio locale en chaoui comme Bachir Adjroud, Aghilas Mazigh, Salah Bezzala, Adel Solatni, Djamel Samir Chemlal, Dhifallah Khalef, etc.

### Dictionnaire et étude du chaoui
Au XIXe siècle, plusieurs livres ou dictionnaires de la langue ont été publiés comme une étude du français Émile Masqueray et le livre de Gustave Mercier, Le Chaouia de l'Aurès, en 1896.
Au XXe siècle, le dictionnaire chaouia-arabe-français-kabyle de P.G. Huyche est publié en 1906. Le livre d'André Basset, Le parlé des Ait Frah, en 1961 et La grammaire chaoui de M. Torchon sont édités.
Après l'indépendance de l'Algérie, Mohamed Salah Ounissi publie plusieurs livres, dont un dictionnaire chaoui-arabe-français en 2003. Suit Fakihani Tibermacine, avec son livre Parler chaoui en 2009, puis un essai de conjugaison par Ferhaoui Laid.
En 2013, Khadidja Saâd publie un dictionnaire chaoui-arabe, Bengasmia Laâmri a écrit son livre sur la phonétique chaoui.
De plus, le département de Tamazight de l’université de Batna Hadj Lakhder a été ouvert pour compléter les études de la langue chaoui.
L'étude de la langue a été entreprise par de jeunes chercheurs à l'instar de Salim Lounissi, Abdenacer Guedjiba à l'Université de de Tizi-Ouzou et Malek Boudjellal au Centre de recherche berbère et à l’Institut national des langues et civilisations orientales. Le chercheur Abdenacer Guedjiba est également un spécialiste chaoui de la question linguistique,,.
El Hadi Meziani publie en premier Tirawal, un guide d’apprentissage du chaoui,. Ensuite, il édite le deuxième dont le titre est Comment apprendre la langue tamazight, un dictionnaire de poche pour le chaoui.

### Grammaire

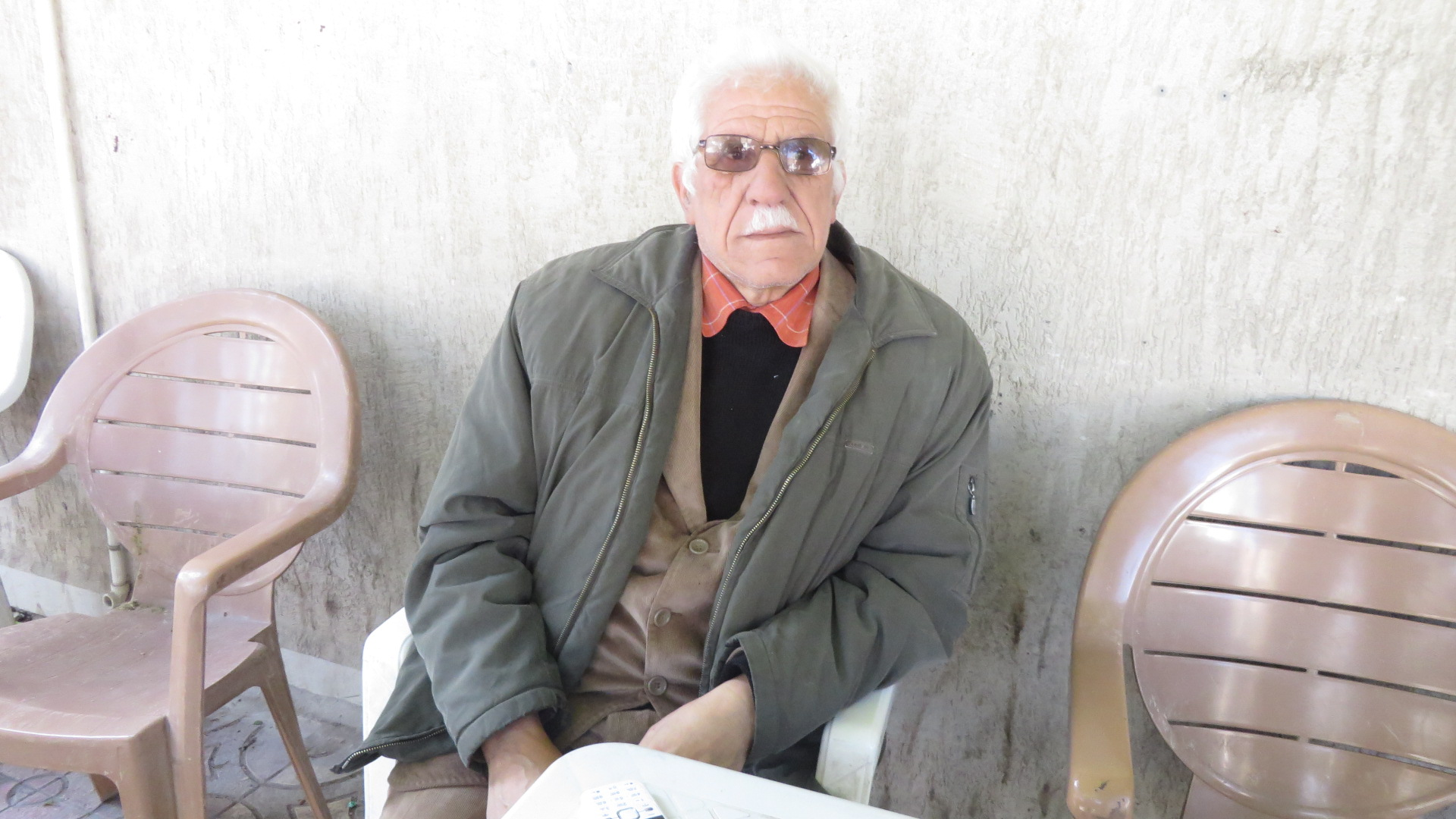
Mohamed Merdaci publie Timuqqan, les accords dans la langue chaoui, édition Tira en 2017.

Mohamed Merdaci, chercheur et historien, publie Timuqqan, les accords dans la langue chaoui, édition Tira en 2017.

## La phonétique comparative avec les autres régions de l'Afrique du Nord
Le Haut commissariat à l'amazighité a publié un ouvrage sur la phonétique chaoui de Lâamri Bengasmia en 2013. Salem Chaker a fait une étude du chaoui pour rédiger l'Encyclopédie berbère. La phonétique chaouie est décrite dans son ouvrage :

« Le phonétisme chaoui présente les caractéristiques générales de celui de tous les autres langues berbères du Nord de l'Algérie et du Maroc :
- Un système vocalique ternaire (/a, i, u/), sans opposition de durée avec une voyelle centrale neutre, non phonologique [e] dont la fonction est d'éviter les successions de plus deux consonnes. Les semi-voyelles /w/ et /y/ doivent y être distinguées des voyelles correspondantes (/u/ et /i/), même si les semi-voyelles sont souvent réalisées comme voyelle dans certains contextes (finale).
- Le système consonantique est lui-aussi très comparable à celui des dialectes de la bande nord-africaine, depuis le Rif jusqu'à la Tunisie ; il en partage notamment la caractéristique principale : la spirantisation généralisée des occlusives simples "berbères" /b, d, t, k…/ sont réalisées localement [ß, ð, θ, ç…].

Sur ce plan, deux caractéristiques –attestées ailleurs mais fortement marquées en tachaouit– doivent être relevées :
la spirantisation de /t/ > [θ] aboutit fréquemment, en particulier dans un certain nombre de morphèmes de haute fréquence, au simple souffle (laryngale) /h/. Dans certains parlers, le phénomène est quasi général pour le préfixe t- des noms féminins et dans tous les paradigmes pronominaux, d'où :
-h < θ < t "le" (pronom personnel régime direct)
-hen < θen < ten "les" (pronom personnel régime direct, masculin) 
-hent < θent < tent "les" (pronom personnel régime direct, féminin)
nihnin, nehni < niθni < nitni "eux" (pronom indépendant)
nihenti, nehenti < niθenti < nitenti "elles" (pronom indépendant)
hameṭṭuθ < θameṭṭuθ < tameṭṭut "femme" ;
hamsumta < θamsumta < tasumta "coussin" ;
hufa < θufa < tufa "elle a trouvé" ; hufa-hen < θufa-θen < tufa-ten "elle les a trouvés" ;
hemmut < θemmut < temmut "elle est morte" ;
henn-asen < θenn-asen < tenn-asen "elle leur a dit" ;
hinid < θinid < tinid "tu diras"...
[Aït Abdi]
A l'initiale, l'affaiblissement peut même aboutir à la disparition pure et simple selon le schéma :
t > θ > h > ø : tameṭṭut > θamettuθ > hamettuθ > amettuθ.
Les trois derniers stades de l'évolution se rencontrent en tachaouit. Le phénomène semble distribué de manière très diverse dans l'ensemble aurasien et il constitue sans doute l'un des critères de classement des parlers de la région : très limité chez les Aït Frah, où l'on est dans une situation presque identique à celle du kabyle (/t/ > /θ/ ; Cf Basset 1961), il est en revanche fréquent chez les Ouled Sellam (Joly 1912), dans l'Ahmar-Kheddou (Mercier 1896) et quasi systématique chez Aït Abdi (Cf textes de Djarallah)...
- La comparaison interdialectale fait également apparaître que les palato-vélaires berbères /g/ et /k/ connaissent en chaouia des traitements divers et classiques, que l'on peut retrouver dans de nombreux autres parlers berbères Nord :

g > y (Aït Abdi) : argaz > aryaz "homme" ; eg > ey "faire" ; mger > myer "moissonner" ; bzeg > bzy/bziy "être mouillé"...
g > ǧ > j (Ahmar-Kheddou/Aït Frah) : gar > ǧar > jar "entre" ; tagrest > tajrest "hiver" ; mger > mjer "moissonner" ; ajenna (< agenna) "ciel" ; ajerqil (<agertil) "natte" ; aniji (<anebgi) "invité...
k > š : kem > šem "toi" (fem); neknin > nešnin "nous" ; (a)kal > šal "terre"...
kk > čč : nekk > nečč "moi" ; kkat > ččat "battre" ; nekkenti > neččenti "nous (fem.).
Inversement, la semi-voyelle berbère /y/ peut connaître localement un traitement en occlusive palatale /g, gg/ : yis > gis "cheval", yaziḍ > gaziḍ "coq" (région de Khenchela et Aïn M'lila) : teyni > qeggeni "dattes"... Devant consonne sourde – notamment le suffixe de féminin -t -, /y/ est souvent traité en /k/ > [ç] : θazdayθ > θazdaçθ, palmier ; θahyuyθ > θahyuθ, "fille"...
C'est sans doute l'ampleur et les caractéristiques particulières -surtout le traitement /k/ > /š/- de ces phénomènes d'affaiblissement qui ont conduit plusieurs descripteurs anciens à rapprocher les parlers aurasiens plutôt de ceux de l'Algérie centrale et occidentale (Chénoua, Menacer, Blida, Ouarsenis, Snouss...) que de ceux de la Kabylie (Mercier, p. 11).
En revanche, on relèvera l'absence totale d'affriction des dentales, phénomène si marqué en kabyle. »

## L'écriture
Le berbère a historiquement d'abord été écrit en alphabet tifinagh, avant que cette écriture disparaisse au profit de l'alphabet latin au milieu du VIIe siècle.
Le chaoui au sens propre est longtemps demeurée exclusivement orale. La langue berbère "standard" enseignée dans les Aurès de nos jours est le chaoui (lui-même différent du kabyle), désigné dans l'étymologie algérienne officielle sous le nom de tamazight, terme générique assez critiqué par les linguistes mais globalement répandu et accepté au sein de la population, et tend à s'imposer comme la langue écrite standard, et les différentes langues parlées en seraient le pendant oral.
L'écriture usitée de nos jours est donc l'alphabet berbère latin (à base latine). La langue chaoui dans sa variante propre, est parfois usitée au sein du mouvement associatif, écrite dans cet alphabet.
On peut aussi trouver un peu partout dans la région chaouiphone, des panneaux et autres noms de lieux écrits en tifinagh, surtout dans les lieux touristiques.

## Caractère tifinagh
De nos jours l'alphabet tifinagh, bien que d'usage folklorique, reste un symbole culturel fort pour la plupart des Chaouis. La première version de néo-tifinagh (car, somme toute, différente des tifinaghs historiques antiques) a été développée par l'académie berbère dans les années 1960. Il est à noter que le tifinagh a été conservé par les Touaregs chez qui il est toujours d'usage, avant d'être réintroduit chez les communautés berberophones d'Algérie et puis dans celles du Maroc.

## Étude du lexique

### Les emprunts aux autres langues

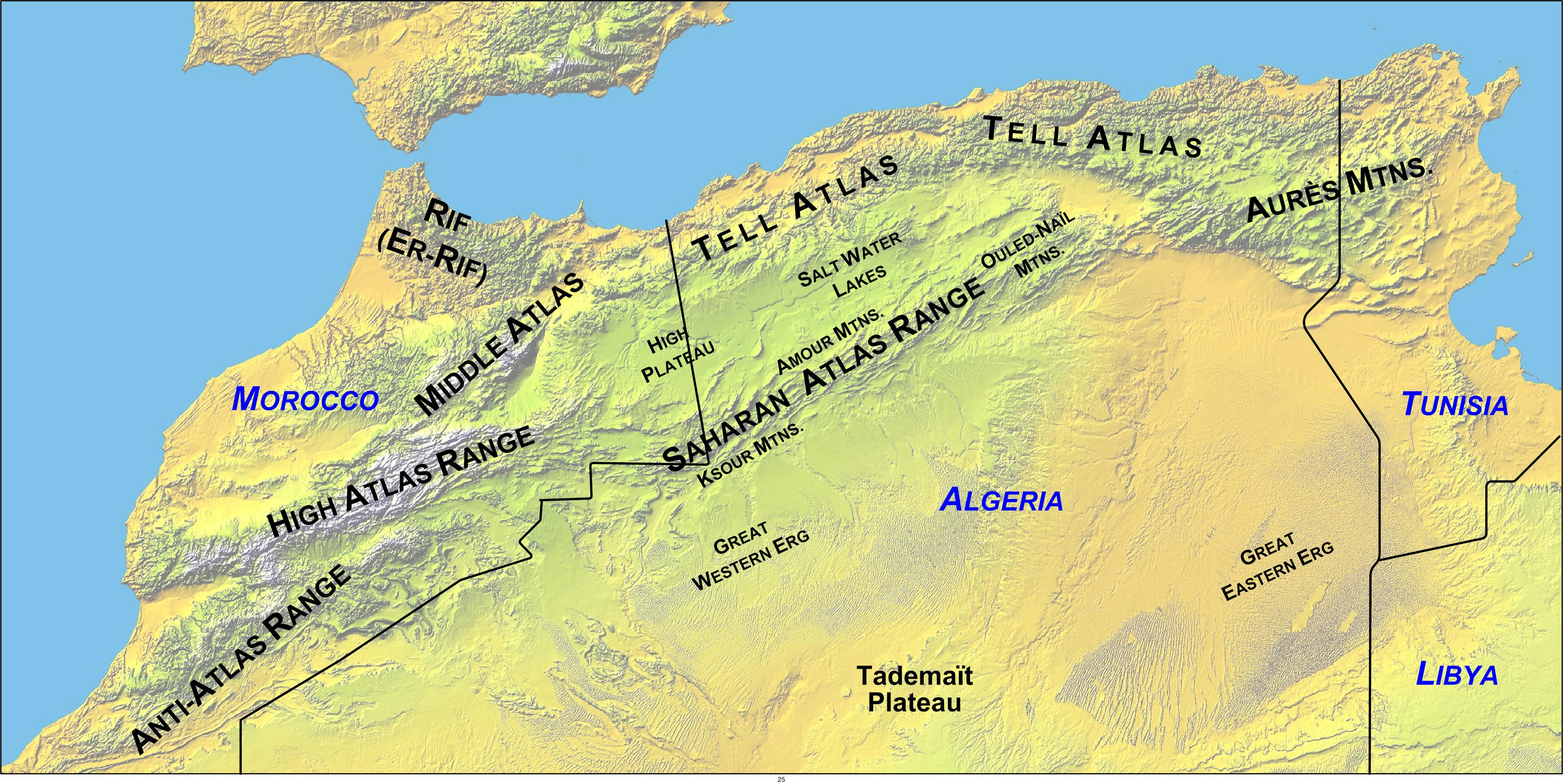
Relief du Nord de l'Afrique

Le chaoui étant une langue berbère, il a subi l'influence des autres langues méditerranéennes : punique, grec, latin, germanique du fait des Vandales, arabe, turc et français. Il a été aussi en contact avec l'hébreu du fait de la présence de communautés juives depuis l'Antiquité, et l'ancien égyptien, ainsi qu'avec les langues romanes des rives de la Méditerranée, comme le catalan, les dialectes italiens et l’occitan. Plusieurs mots ont été empruntés comme café, thé, etc. Néanmoins, contrairement à une première impression, le chaoui a été moins influencé par l'arabe que le kabyle. 

## Enseignement
En 2014, le Mouvement culturel amazigh (Aurès) et l'Association de l'identité du patrimoine culturel et de la créativité artistique de la wilaya de Batna, lors de la célébration des évènements du Printemps berbère et du Printemps noir à la Maison de la Culture de Batna, ont élaboré des réflexions en ce qui concerne l'enseignement de langue berbère comme langue maternelle.

## Littérature chaoui

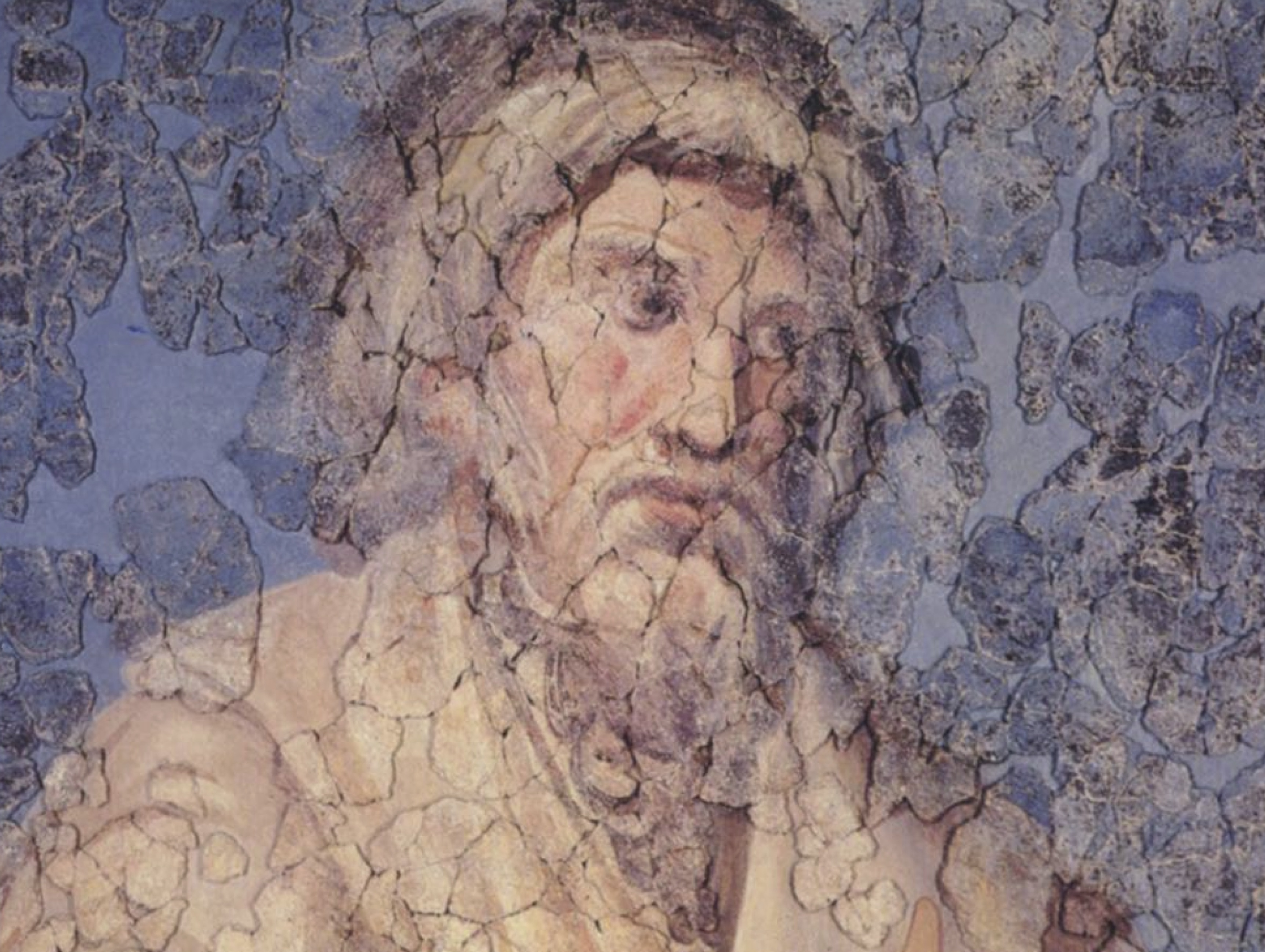
Portrait d'Apulée de Madaure.

Le terroir chaoui existe depuis des siècles. Gustave Mercier rassemble cinq contes racontés par des conteurs chaouis et  découvre un corpus important de la narration chaoui. Gustave Mercier, le fils d'Ernest Mercier, a écrit Cinq textes berbères en dialecte chaouïa en 1900.Gustave Mercier publiera Le Chaouïa des Aurès en 1896. La famille Mercier s'est intéressée profondément à l'origine des Chaouis et à leur langue, le chaoui. Mena Lafkioui et Daniela Merolla publieront Contes berbères chaouis de l’Aurès d’après Gustave Mercier.
Mohamed Salah Ounissi publie Inzan d timseâreg Proverbes et de devinettes chaouis en 2002

## Maisons d'édition

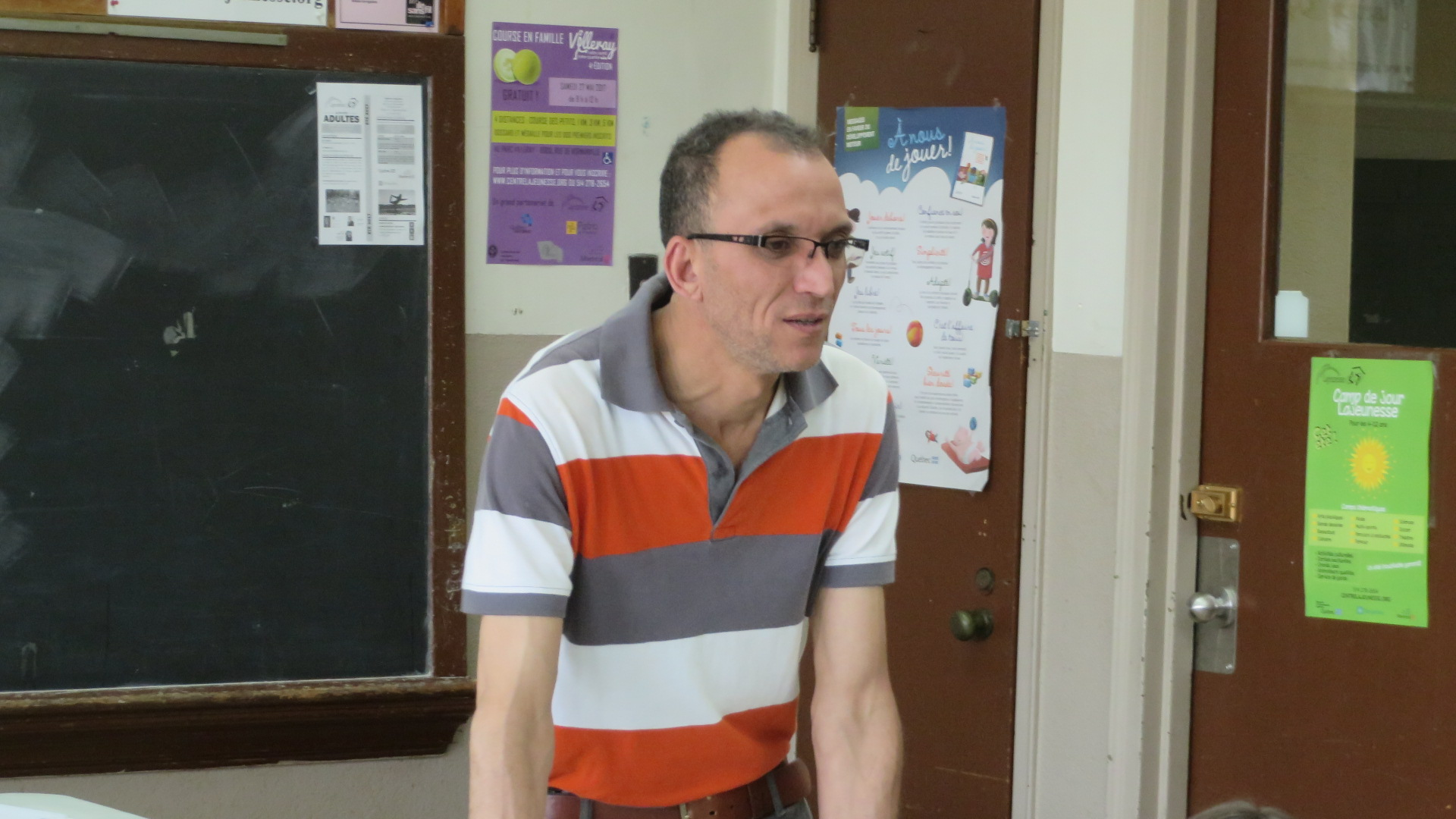
Enseignant de langue chaoui orale au Québec.

L’Anzar Éditions et le Haut-commissariat à l'amazighité publient les livres en lange chaoui, et lors du salon du livre d’Alger de l’année 2015, quatre livres sont présentés :
- Ini-iya ("il dit" en chaoui) d’Aghilas Mazigh, un livre de poésie ;
- Tilelli (Liberté), de Smaïl Aggoune, qui traite du conte ;
- Tamawalt n takrura, de Saad Saad, lexique chaoui ;
- Imunnan-nneɣ, de Bachir Ajroud, collection de proverbes en chaoui ;
- Tirawal d’El Hadi Meziani, guide d’apprentissage du chaoui ;
- Kesma d kesmana, d’Osmane Kassa, livre sur le conte chaoui[16],[17].

Le réseau Awal (Association des auteurs auressiens) regroupe les écrivains en expression amzighophone et publie également chez Anzar Éditions.

## Le roman et le théâtre

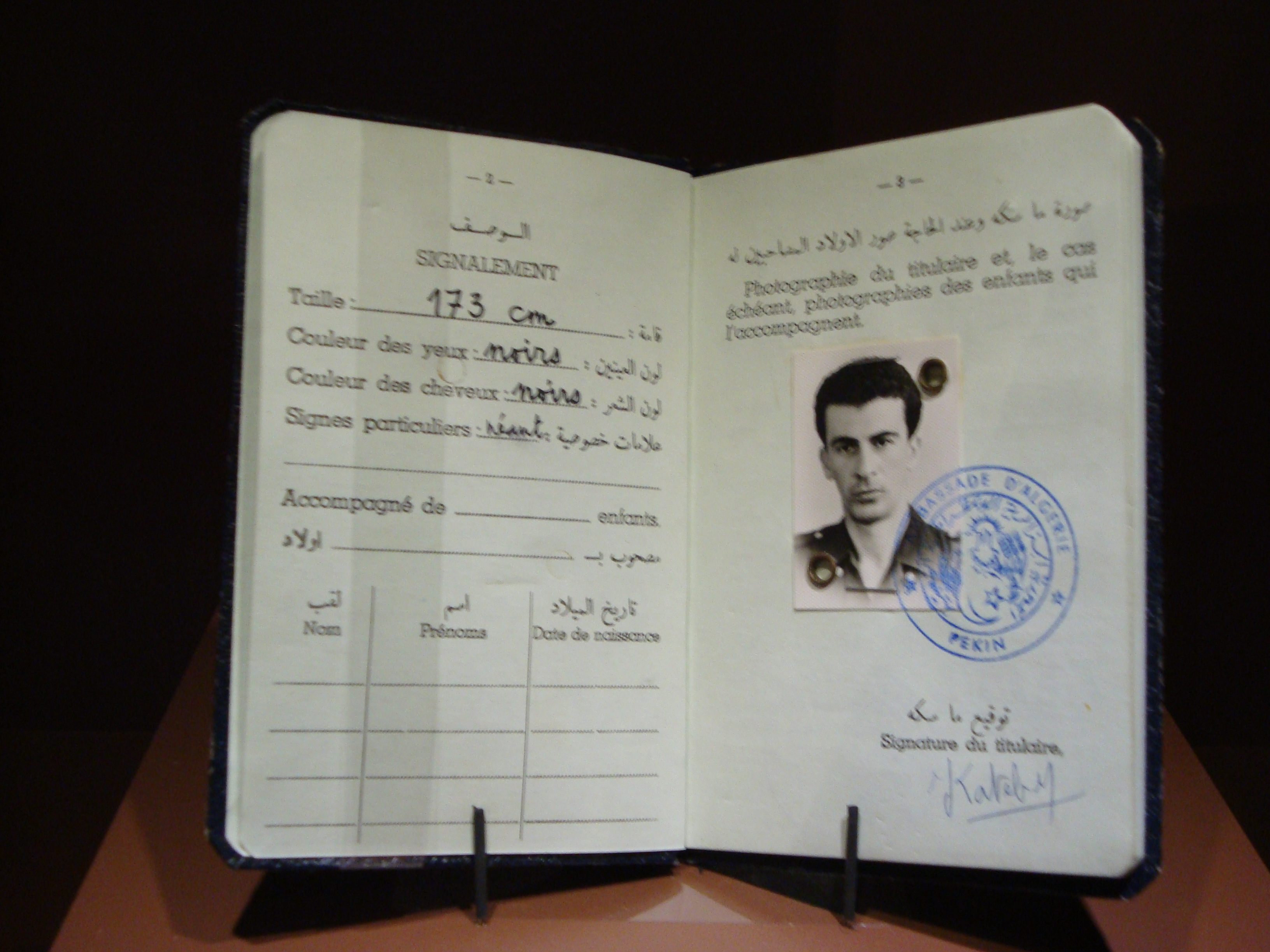
Kateb Yacine.

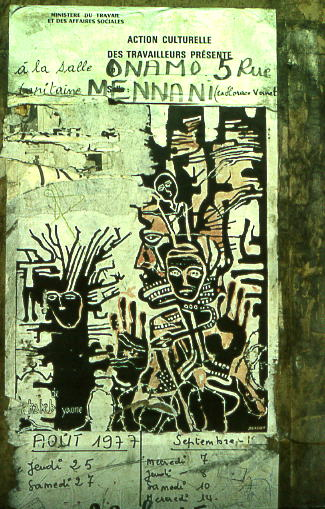
Mur d'une rue d'Alger, affiche de M'hamed Issiakhem pour un spectacle de Kateb Yacine, 1978.

Kateb Yacine est l'un des premiers romanciers chaouis à écrire sur son origine berbère et à exposer sa vision du monde. Il a écrit en français et en arabe. Cependant, plusieurs écrivains de la région des Aurès ont écrit en français et en arabe. Des écrivains européens, en majorité des Français, ont aussi décrit dans leurs romans l'histoire et la tradition des Chaouis. Un roman de Abdellah Khelfa, Moumna, a paru en 2002 
Plusieurs pièces en chaoui sont joués chaque année au Théâtre régional de Batna lors du Festival du Théâtre amazigh Batna. Samia Bounab de Batna a gagné le prix de la meilleure interprétation féminine, et un hommage a été rendu à la chanteuse Dihya en 2014.
Saïda Abouba a publié des poèmes et un roman en tamazight,.

## Poésie
Après l'indépendance de l'Algérie, un des premiers recueils de poèmes a été édité par Mohamed Salah Ouniisi dont le titre est Tametna n umenzu: isefra en 2008. Il s'ensuit des ouvrages de Abdellah Khelfa, un roman, Moumna, en 2002 et un recueil de poésie en chaoui contenant 1600 vers, dont le titre est Lmumen en 2014.
Une étude a été faite par Naziha Hamouda, dont le titre est Les femmes rurales de l’Aurès et la production poétique.
Plusieurs poètes diffusent dans des émissions de la radio locale en chaoui comme Bachir Adjroud, Aghilas Mazigh, Salah Bezzala, Adel Solatni, Djamel Samir Chemlal, Dhifallah Khalef, Messaoud Nedjahi, etc.
Plusieurs femmes poètes participent lors de la journée de la poésie amazighe féminine à Khenchela comme Yemmas n-wewras, Zerfa Sahraoui, Faïza Aïchi, Fatma Bey, Yemmas n-Hamz, Djamila Fellah, Nawel Ghanmi, Hanane Khenneb, Rabia Drid, etc.

## Proverbes
- Si vous ne connaissez pas le sujet, laissez ce bandeau (vous pouvez alors contacter les auteurs).
- Si vous supprimez le contenu mis en cause (vous pouvez préalablement contacter les auteurs),

argumentez précisément cette suppression dans la page de discussion
(un manque de référence n'est pas un argument ; une recherche réelle de référence doit avoir été effectuée, être formellement documentée).
Une longue série de proverbes chaoui a été rassemblée par Mohamed Salah Ounissi, dont :
- Am userdun, nnan -as « mand wa d baba -k ɣ » yenna - sen : « xali d yiss ! » (On a dit au mulet, « qui est ton père ? », Il a répondu : « mon oncle maternel, c'est le cheval ! »)
- wa I âefsen f we âlaw nnes, ad yadu f yexf nnes. (Celui qui piétine son burnous tombera sur la tête.)
- wi -t- ikersen s ufus, at yefdek s teɣmas. (À celui qui a noué les fils avec ses mains, de les dénouer avec ses dents.)
- deg mi (di mi) nnek a fi ɣer, ula deg mi n tamza. (Je préfère être dévoré par le serpent plutôt que par l’ogresse.) (Du conte « behdidan »)
- w-iqqimen f wehdir, am wi-t- irefden. (S'asseoir sur une pierre, comme son port.)
- Ini-ya mand wa d ameddukel nnek, ak -iniɣ mand wa d cek. (Dis-moi qui est ton ami, je te dirai qui tu es.)
- yum-ak ac yeffez, u-c iserrede-c. (Ton frère te mâchera, mais il ne pourrait t'avaler.)
- Am wi rezzun f ticcett deg exf n uferdas. (Comme celui qui cherche une puce sur la tête du chauve.)
- Am wi rezzun f tissegnit deg lum. (Comme celui qui cherche une aiguille dans la paille.)
- Ma yuder, at ur yetzalla-c, at yerfed cra n tɣawsa. (Quand il se penche, ce n'est pas qu'il fasse la prière, c'est qu'il prend quelque chose.)
- Am userdun yesɣersen uɣen. (Comme un mulet détaché.)
- Dar s udar (sers dar zzat n udar, maɣef ad tadud). (Pour ne pas tomber, marche avec des pas bien mesurés.)
- Wa ur yessersen lum dug âeddis nnes, ur yettaggwad lâafit. (Celui qui n'a pas de paille dans son ventre, ne craindra jamais le feu.)
- Afrux ur yesseččay bab -as. (L'oiselet n'alimente pas son père.)
- Itett id n wuccen, yill id n unilti. (Il mange avec le chacal, et pleure avec le berger.)
- Am w iderrmen dug jehlum nnes. (Comme celui qui veut mordre sa queue.)
- Ugur id n userkas ɣer yimi n tebburt (n teddart). (Suis le menteur jusqu'à la porte de la maison.)
- W' isɣin a wer yexs, ad yezzenz matta yexs. (Celui qui achète ce qu'il ne désire pas, vendra ce qu'il désire.)
- Imakaren, ald ad asen ad bdan, tmeknasen. (Au moment du partage, les voleurs s’entretuent.)
- Itett azalim s yimi n yudan. (Il mange l’oignon avec la bouche des autres.)
- S tmeqqit ɣer tmeqqit, ttazzalen iɣzran. (De goutte en goutte coulent les rivières.)
- Aman ad yeânan ɣer tzuggwart, i tzemmurt xir. (Tazuggwart : plante épineuse) (Irriguer l’olivier mieux que le genêt.)
- Aman zzat-neɣ, fad yenɣa-neɣ. (L’eau est en face de nous et nous mourons de soif.)
- Aman ssenen abrid nnsen. (L’eau connaît bien son chemin.)
- D iccer nnek ak ikemzen d titt nnek ak-izehgen. (Il n’y a que ton ongle qui te gratte, et que ton œil qui te fait pleurer.)

## Légendes et contes
Le patrimoine culturel de la langue chaoui n'a pas fait l'objet d'étude approfondie pour plusieurs  plusieurs causes. Une des raisons est que la région des Aurès est très mal connue.
Néanmoins, quelques rares chercheurs en littérature berbère ont pu élaborer des documents qui rassemblent quelques extraits de contes oraux. L'écrit n'existe pas, le chaoui n'étant qu'un dialecte oral. Gustave Mercier a écrit Les chaouia de l’Aurès (1896) et Cinq textes berbères en dialecte chaouia (1900).
Mena Lafkioui et Daniela Merolla ont fait une réédition de l'ouvrage de Gustave Mercier, Rüdiger Köppe Verlag, Köln (Cologne), 2002. Berber Studies, Volume 3. Le livre rassemble quelques contes :
- Taqsit n Ğexran - Histoire de Djekhran
- Taqsit lɣul d taqiyart - Histoire de l’ogre et de la belle femme
- Taqsit n tmettut n ssultan d uwzir-nnes - Histoire de la femme du sultan et son vizir
- Taqsit m usufi d utargi - Histoire du Soufi et du Targui
- Taqsit m Ahmed Lhelayli d Rredah’ - Ahmed El-Helayli et Redah
- Taqsit m uryaz d tqellalt n zzit - Histoire de l’homme et de la jarre d’huile
- Taqsit m uâraben d icawiyen - Histoire des Arabes et des Chaouis
- Taqsit n leâbad tiraren rrunda - Histoire des joueurs de rounda
- Taqsit n iya itemxasamen ɣuf th’abbukt n Iğuz - Histoire de ceux qui se disputèrent pour une noix d’amande
- Taqsit m ubudrim d war - Histoire du renard et du lion
- Taqsit m umtchuk d uryaz yuɣa abrid - Histoire de l’enfant et du passant
- Taqsit n tmettant d wa-dd-ittawin isɣaren - Histoire de la mort et du bûcheron
- Taqsit n tayerzizt d ifker - Histoire du lièvre et de la tortue
- Le vieillard à marier.
- Aventure de chasse.
- Harun Rracid d Ğeâfer Lbranki - Haroun Errachid et Dje’fer El-Branki
- Taqsit m Beckerker d lɣul - Histoire de Bechkerker et de l’ogre
- Taqsit n ta itet’sen dug uzaw-nnes - Histoire de celle qui dormait dans ses cheveux
- Taqsit n ssultan d harwan-nnes - Histoire d’un sultan et de ses enfants
- Taqsit m war d taɣyult d uccen d insi - Histoire du lion, de l’ânesse, du chacal et du hérisson
- Taqsit m  n tsekkurt d Serdeslas aseh’h’ar - Histoire de la perdrix et du magicien Serdesla

### Contes
Plusieurs contes ont été rassemblés par Gustave Mercier lorsqu'il a travaillé à Tkout.

#### Histoire de l’ogre et de la belle femme
« Des chasseurs partirent avec leurs chameaux. Arrivés au pays de la chasse, ils lâchèrent leurs chameaux pour les laisser paître ; eux-mêmes chassaient jusqu’au coucher du soleil, et revenaient ensuite à leur campement. Un jour, l’un d’eux était en marche, lorsqu’il aperçut les traces d’un ogre, grandes chacune de trois pas, et il se mit à les suivre. Il alla, et trouva l’endroit où il avait déposé sa fiente, grande comme un tas d’ogre. Il s’en retourna et revint auprès de ses compagnons.
– J’ai trouvé la trace d’un ogre, leur dit-il ; venez, allons le rejoindre.
– Non, répondirent-ils, nous n’irons pas le rejoindre, car nous ne sommes pas plus forts que lui.
– Accordez-moi quatorze jours, dit le chasseur ; si je reviens, vous le verrez, sinon, emmenez mon chameau avec la viande de la chasse.
Le lendemain il partit, et se mit à suivre les traces de l’ogre. Il marchait depuis quatre jours lorsqu’il découvrit une caverne dans laquelle il entra. Dedans se trouvait une belle femme qui lui dit :
– Qui t’amène ici, ou vas-tu être mangé par cet ogre ?
– Mais toi, répondit le chasseur, quelle est ton histoire, et comment l’ogre t’a-t-il apportée ici ?
– Il y a aujourd’hui trois jours, répondit-elle, qu’il m’a enlevée ; j’étais la fiancée du fils de mon oncle, c’est alors que l’ogre m’a ravie.
Je suis restée dans la caverne, il m’apporte de la nourriture, je reste là et il ne me tue pas.
– Par où a-t-il l’habitude d’entrer, dit le chasseur, lorsqu’il revient ici ?
– Voilà son chemin, répondit-elle.
Il entra au milieu de la caverne, chargea son fusil et l’attendit.
Au coucher du soleil, l’ogre arriva. Le chasseur arma la batterie, tira, atteignit l’ogre entre les deux yeux au moment où il s’asseyait.
S’approchant de lui, il vit qu’il avait apporté deux hommes pour les faire cuire et les manger. Il passa la nuit avec cette femme dans la caverne. Le lendemain, ils employèrent la journée à extraire de l’argent caché, emportèrent ce qu’ils purent et se mirent en route. Le quatorzième jour, ils arrivèrent où il avait laissé ses compagnons, et ils les trouvèrent qui attendaient.
– Laissez la viande de la chasse, leur dit-il, et venez, retournons à la caverne.
Une fois arrivés, ils se mirent à razzier des armes, des vêtements, chargèrent le tout sur leurs chameaux et partirent pour rentrer à leur village.
Arrivés au milieu du chemin, les compagnons voulurent enlever cette femme au chasseur. Une dispute s’engagea, ils se battirent sur la route. La poudre parla entre eux. Notre homme en tua quatre, et continua sa route seul avec la femme, jusqu’à ce qu’ils arrivassent à leur village, où ils se marièrent. »

## Musique

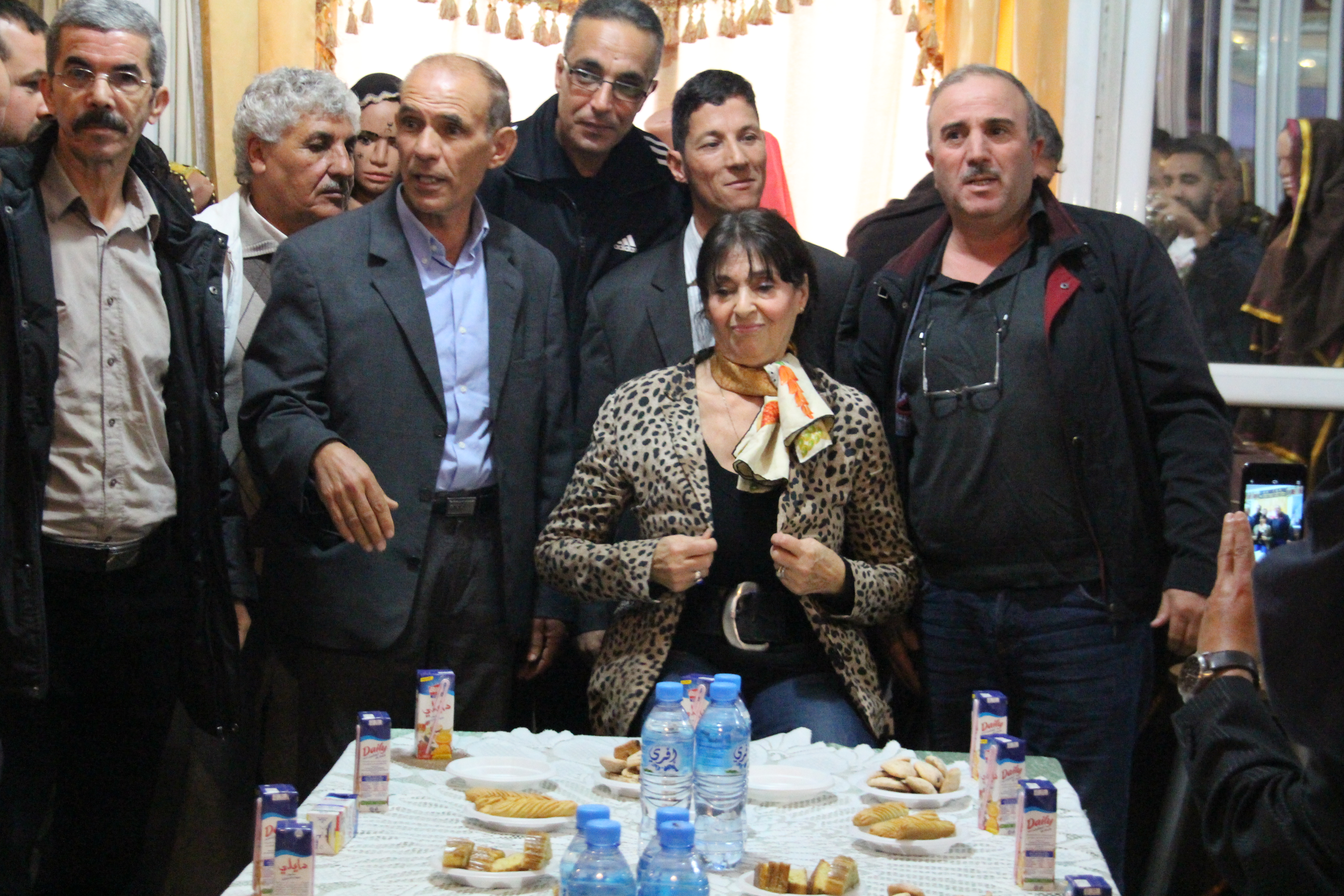
Hommage à Markunda Aures.

Les interprètes qui utilisent en général le chaoui sont Aïssa Brahimi, Massinissa, Les Berbères Djamel Sabri,massilia Tafert, Dihya, Messaoud Nedjahi, Numidas, Ithran, Ishem Boumaraf, Nouari Nezzar, Amirouch Ighounem, Markunda Awras etc. D’autres chanteurs utilisent le derja et le chaoui comme Hamid Belbeche, Hacen Dadi, Katchou, Farid Houamed, Nacerdine Houra et les chanteurs de musique Staïfi. La danse chaoui est formée d'un regroupement d'hommes ou de femmes dansant face à face en entonnant des chants polyphoniques accompagnés de gasbas et de bendirs. Le rythme particulier du bendir chez les Chaouis se retrouve dans presque toutes les chansons des Aurès.
Les musiciens s'inspirent des poèmes et chants chaoui d'une sonorité amazigh marocaine et utilisent d'autres langues (arabe, français) pour s'exprimer. Le folklore est diversifié dans les régions des Aurès. La musique traditionnelle est bien représentée par nombreux chanteurs aurassiens. Les premiers chanteurs qui ont connu un succès international sont Aissa Jermouni et Ali Khencheli. Le style de musique Rahaba est propre à toute la région des Aurès. De plus, plusieurs styles de musique existent comme le style arabo-andalous, l'un des chanteurs chaouis étant Salim Hallali. Plusieurs chanteurs des Aurès se sont inspirés de ce style comme Youcef Boukhantech, qui chante en arabe et en chaoui.
Les femmes ont eu leur place dans la scène nationale ou internationale. La télévision algérienne diffusait les chansons de Thelja (Ya Saleh) et de Beggar Hadda dans les années 1970 en arabe algérien. Houria Aïchi, Markunda Awras, Nadia Tchaouit, Dihya, etc., ont fait plusieurs albums en France et en Algérie.
Un autre genre de musique moderne chaoui s'est imposé dans la région. Cette musique est un mélange de rock (Les Berbères (groupe de rock chaoui), de blues, de folk (Smaïl Ferrah) et de raï en chaoui et en arabe. Quelques chanteurs et musiciens s'inspirent de la musique arabe classique aussi.
Les genres Zorna (avec la cornemuse), musique sétifienne, Diwan, etc., sont joués par des musiciens de l'est de l’Algérie. Quelques instruments de musique sont propres à la région comme le bendir, Gasba, etc.

### Interprète de chanson en langue chaoui
Smaïl Ferrah

## Cinéma
- Amor Hakkar, La Maison jaune, 2008.
- La Chine est encore loin, est un film documentaire chaoui, réalisé par le documentariste Malek Bensmaïl et tourné dans l'école primaire de Ghassira et le tournage a duré une année[37].
- Mohammed Lakhdar-Hamina, Le Vent des Aurès, 1966.
- René Vautier, Avoir vingt ans dans les Aurès, 1971.

## Les écrits religieux
À travers l'histoire, aucun des écrivains de la région des Aurès, des écrivains d'ethnie berbère ou de l'est de l'Aalgérie n'a rédigé en chaoui ou autre langue berbère.
Saint Augustin a écrit en latin de nombreux livres traitant des divers aspects de la foi chrétienne. La langue maternelle d'Augustin était le libyque, qu'il cite clairement dans son œuvre Les Confessions, mais sa culture est foncièrement latine.